# Lago Rivadavia
Lago Rivadavia är en sjö i Argentina.   Den ligger i provinsen Chubut, i den sydvästra delen av landet, 1 500 km sydväst om huvudstaden Buenos Aires. Lago Rivadavia ligger 521 meter över havet. Arean är 21,8 kvadratkilometer. Den sträcker sig 12,2 kilometer i nord-sydlig riktning, och 5,3 kilometer i öst-västlig riktning.
I omgivningarna runt Lago Rivadavia växer i huvudsak blandskog. Runt Lago Rivadavia är det mycket glesbefolkat, med 4 invånare per kvadratkilometer.